# Luci Apusti Ful·ló (edil)
Luci Apusti Ful·ló (en llatí Lucius Apustius Fullo) va ser un magistrat romà fill probablement de Lucius Apustius L. F. C. N. Fullo. Formava part de la gens Apústia i era de la família dels Ful·ló.
Va ser edil l'any 202 aC, un any en què es van repetir tres vegades els jocs plebeus al circ Flamini. Després va ser pretor urbà (196 aC) i més tard comissionat per un plebiscit ordenat per Quint Eli Tuberó, per establir una colònia llatina al districte de Turis l'any 194 aC.